# Прем'єр-міністр Іраку
Прем'єр-міністр Іраку — голова уряду держави Ірак.
Посада прем'єр-міністра Іраку була запроваджена в листопаді 1920 року після того, як в Іраку відбулося повстання проти влади Великої Британії, яка під час Першої світової війни захопила цю територію в Османської імперії, а в липні 1920 року отримала мандат Ліги Націй на неї. Велика Британія погодилася створити уряд на чолі з прем'єр-міністром із місцевих впливових людей.
1921 року підмандатний Великій Британії Ірак став королівством на чолі з династією Хашімітів. 1925 року була прийнята конституція Королівства Ірак, згідно з якою король Іраку мав ділити владу з урядом. 1932 року Ірак став незалежною державою. В період Іракського королівства прем'єр-міністр Іраку часто був фактичним керівником держави за слабкої влади короля. 1958 року Ірак став республікою, більшість влади була зосереджена в руках прем'єр-міністра. Але після державного перевороту 1963 року більшість владних повноважень перейшло до президента Іраку, що було юридично закріплено конституцією 1970 року.
Після окупації Іраку військами США і Великої Британії 2003 року до 28 червня 2004 року діяла окупаційна адміністрація США, яка ліквідувала стару урядову систему Іраку, створену за правління президента Саддама Хусейна і пішла на залучення різних політичних сил до управління державою. 28 червня 2004 року відбулася передача влади від США новому уряду Іраку. Згідно з новою конституцією Іраку 2005 року Ірак став парламентською республікою. Більшість владних повноважень у країні перейшла до рук прем'єр-міністра Іраку, якого обирає парламент, обраний на всенародних парламентських виборах. Посада ж президента Іраку стала церемоніальною.